# Константин, Мария
Мария Адела Константин (рум. Maria Adela Constantin, родилась 28 августа 1991 года) — румынская бобслеистка.

## Биография
В детстве у Марии было диагностировано прогибание позвоночника, вследствие чего она много занималась плаванием. Она также занималась лёгкой атлетикой, но зимой 2010 года занялась бобслеем. Посещала школу бобслея в Инсбруке в связи с отсутствием санно-бобслейных трасс в Румынии, её тренером был Пол Нягу.
С Андреей Греку в качестве разгоняющей Мария дебютировала на чемпионате мира 2013 года, в командных соревнованиях заняла 12-е место. На зимних Олимпийских играх в Сочи она вместе с Андреей выступила от Румынии в соревнованиях двоек среди женщин и заняла 17-е место. Дебютировала в январе 2014 года на кубке мира, к апрелю 2014 года её лучшим достижением там было 18-е место.
В Кубке Европы 2014/2015 она трижды занимала 3-е место на этапах, а на чемпионате мира 2015 года выступила и среди двоек, и в смешанной команде (9-е место в обоих случаях). На Кубке мира 2015/2016 заняла 9-е место. На чемпионате Европы 2017 года Константин заняла с Эрикой Халай 9-е место. На чемпионате мира в том же году выступила снова в паре с Андреей Греку, а в составе смешанной команды из немецких и румынских бобслеистов завоевала бронзовую медаль. На олимпийских соревнованиях двоек в Пхёнчхане заняла 15-е место с той же Греку.
Ее сестра Ана, также бобслеистка, на зимних юношеских Олимпийских играх 2012 года заняла 6-е место среди двоек.